# Список керівників держав 143 року
В даній статті представлені керівники державних утворень. Також фрагментарно зазначені керівники нижчих рівнів. З огляду на неможливість точнішого датування певні роки владарювання наведені приблизно.
Список керівників держав 143 року — це перелік правителів країн світу 143 року.
Список керівників держав 142 року — 143 рік — Список керівників держав 144 року — Список керівників держав за роками

## Європа
- Боспорська держава — цар Реметалк I (132-154)
- Ірландія — верховний король Конн Сто Битв (123-157)
- Римська імперія
  - імператор Антонін Пій (138-161)
    - консул Гай Белліцій Торкват (143)
    - консул Ірод Аттичний (143)
      - Римська Британія — Квінт Лоллій Урбік (138-142/144)
      - Нижня Германія — Гай Юлій Север (142-150)
      - Дакія — Квінт Мустій Пріск (141-144)
      - Нижня Мезія — Луцій Мініцій Натал Квадроній Вер (141/142-144/145)
      - Нижня Паннонія — Марк Понтій Леліан Ларцій Сабін (141-144/145)
      - Фракія — Гай Фабій Агріппін (143-146)

## Азія
- Близький Схід
  - Велика Вірменія — цар Вагарш I (116/117-140/144)
- Іберійське царство — цар Фарасман III (135-185)
- Індія
  - Західні Кшатрапи — Рудрадаман I (130-150)
  - Кушанська імперія — великий імператор Канішка I (127-147)
  - Царство Сатаваханів — магараджа Вашиштіпутра Пулумайї (136-158/164)
- Китай
  - Династія Хань — імператор Лю Бао (125-144)
    - шаньюй південних хунну Ченю (140-143); Хуланьжоші Чжуцзю (143-147)
- Корея
  - Когурьо — тхеван (король) Тхеджохо (53-146)
  - Пекче — король Керу (128-166)
  - Сілла — ісагим (король) Ільсон (134-154)
  - Осроена — Ма'ну VIII (139-163)
- Персія
  - Парфія — шах Вологез II (105-147)
- Сипау (Онг Паун) — Сау Кам К'яу (127-207?)
- плем'я Хунну — міжусобиця (140—143); шаньюй Доулоучу (143-147)
- Японія — тенно (імператор) Сейму (131-191)
  - Азія — Тіберій Юлій Кандід Цельс (143-144)
  - Каппадокія — Публій Кассій Секунд (141-144)
  - Лікія і Памфілія — Децим Юній Пет (142-144)

## Африка
- Царство Куш — цар Адекеталі (137-146)
  - Африка — Публій Туллій Варро (143-144)
  - Єгипет — Гай Валерій Євдемон (142-143)